# Z̦
Z̦, z̦ (Z с запятой снизу) — буква расширенной латиницы, использовавшаяся в латгальском языке, а также в Едином северном алфавите.

## Использование

### Латгальский язык
Буква использовалась в грамматике латгальского языка 1928 года для обозначения [zʲ].

### Единый северный алфавит
Использовалась в итоговом варианте Единого северного алфавита для ненецкого и ительменского языков.
Использовалась в саамском алфавите 1933 года.

### В транслитерации
Буква используется в стандарте ISO 9 для транслитерации кириллической буквы Ҙ, используемой в башкирском (наряду с Z̧).